# Malá Hradná
Malá Hradná és un poble i municipi d'Eslovàquia que es troba a la regió de Trenčín. La primera menció escrita de la vila es remunta al 1092.

## Demografia
| Godina             | 1994 | 2004   | 2014   | 2024    |
| ------------------ | ---- | ------ | ------ | ------- |
| Nombre de persones | 422  | 387    | 364    | 407     |
| Diferència         |      | −8,29% | −5,94% | +11,81% |

| Godina             | 2023 | 2024   |
| ------------------ | ---- | ------ |
| Nombre de persones | 408  | 407    |
| Diferència         |      | −0,24% |